# Starrcade (1983)
Starrcade 83: A Flair for the Gold foi um evento pay-per-view promovido pela National Wrestling Alliance através de sua afiliada Jim Crockett Promotions, ocorreu no dia 24 de novembro de 1983 no Greensboro Coliseum na cidade de Greensboro, Carolina do Norte. Esta foi a primeira edição da cronologia do Starrcade.

## Resultados
| Nº                                          | Resultados                                                               | Estipulações                                                                                            | Tempo |
| ------------------------------------------- | ------------------------------------------------------------------------ | --- | ----- |
| 1                                           | The Assassins (#1 e #2) derrotaram Rufus R. Jones e Bugsy McGraw         | Luta de duplas                                                                                          | 08:06 |
| 2                                           | Kevin Sullivan e Mark Lewin derrotaram Scott McGhee e Johnny Weaver      | Luta de duplas                                                                                          | 06:38 |
| 3                                           | Abdullah the Butcher derrotou Carlos Colón                               | Luta individual                                                                                         | 04:27 |
| 4                                           | Bob Orton, Jr. e Dick Slater derrotaram Mark Youngblood e Wahoo McDaniel | Luta de duplas                                                                                          | 13:50 |
| 5                                           | Charlie Brown derrotou The Great Kabuki (c) (com Gary Hart)              | Luta individual pelo Campeonato Televisivo da NWA; se Brown perdesse, deveria retirar sua máscara       | 13:33 |
| 6                                           | Roddy Piper derrotou Greg Valentine                                      | Luta de coleiras                                                                                        | 16:06 |
| 7                                           | Ricky Steamboat e Jay Youngblood derrotaram Jack e Jerry Brisco (c)      | Luta de duplas pelo Campeonato Mundial de Duplas da NWA com Angelo Mosca como árbitro                   | 12:48 |
| 8                                           | Ric Flair derrotou Harley Race (c)                                       | Luta em uma jaula de aço pelo Campeonato Mundial dos Pesos-Pesados da NWA com Gene Kiniski como árbitro | 23:46 |
| (c) – Refere-se aos campeões antes da luta. |                                                                          | |       |